# Агата (сорт картофи)
Агата (Agata) е култивиран сорт картофи. Той е много ранен сорт, образува голям брой клубени в гнездо, подходящ за пакетиране. Регистриран е добив от 6 745 кг/дка.
Този сорт е регистриран в официалния каталог на сортовете в Австрия, Франция и Нидерландия от 20 декември 1989 г. Впоследствие е регистриран в каталога на различни европейски страни (като България, Унгария, Румъния, Словакия и Швейцария). Отглежда се основно във Франция, Италия и Испания. Той е един от основните сортове, отглеждани в автономна област Андалусия (Испания), за производството на „Patata Temprana de Andalucía“ (ранен картоф от Андалусия).

## Генетичен произход
Произхожда от кръстоска между сортовете „BM 52-72“ и „Sirco“, произведена през 1989 г. от шведската компания „Svalöf Weibull AB“, дъщерно дружество на групата за семена „Lantmännen SW Seed“ в нейната селекционна станция Емелорд в Холандия, в сътрудничество с холандската компания Агрико.

## Характеристики
Агата е много ранен сорт. Образува клубени с продълговато овална форма, много плитки очи, с жълт цвят на кожицата и на месото. Те са с ниско съдържание на сухо вещество. Клубените по размер са средно големи, a броя им в едно гнездо е голям. Образува растение с нисък хабитус със зелени до светло зелени листа и бели цветове.
Изключително гладката кожица, привлекателният външен вид и плитко разположените очи правят този сорт много подходящ за пакетиране. Кожицата на Агата е здрава и устойчива на натъртване. Отглежда се в районите подходящи за ранно производство в страната и е пригоден за всички почвени типове. Агата не е подходящ сорт за производство в много високия пояс. Трябва да се засажда при затопляне на почвата над 10° С.

## Отглеждане
Рътенето на Агата не е задължително. Ако е допуснато прорастване, то отстраняването на кълновете повече от веднъж, може да се отрази негативно на залагане броя на клубените. Препоръчва се засаждането да се извършва на 32 – 35 см вътрередово разстояние за материал с размери 35/55 мм, защото сорта образува голям брой клубени, за които е необходимо осигуряване на по-голяма хранителна площ.

## Торене
Съобразявайки се с големия брой клубени, които Агата образува е необходимо подсигуряване с по-високи дози хранителни елементи от стандарта, с което се цели да се получи по изравнен във фракционно отношение добив.

## Складиране
Въпреки че е ранен сорт, Агата може да се съхранява за дълъг период при 3 – 4°С в бокспалети без да се нарушат отличните и вкусови качества.